# دیوید دابکین (کارگردان)
دیوید دابکین (انگلیسی: David Dobkin؛ زادهٔ ۲۳ ژوئن ۱۹۶۹) یک کارگردان فیلم، و تهیه‌کننده اهل ایالات متحده آمریکا است.
آثار برجسته وی عبارتنداز: Clay Pigeons , شوالیه‌های شانگهای , مهمانان ناخوانده عروسی و قاضی